# シネイド・オコナー
シュハダ・サダカット（出生名: シネイド・オコナー (Sinéad Marie Bernadette O'Connor）1966年12月8日 - 2023年7月26日）は、アイルランドのシンガーソングライターである。
彼女のデビュー・アルバム『The Lion and the Cobra』は1987年にリリースされ、世界的なチャート入りを果たした。2枚目のスタジオ・アルバム『I Do Not Want What I Haven't Got』（1990年）は彼女にとって最大のヒットとなり、全世界で700万枚以上を売り上げた。リード・シングル「Nothing Compares 2 U」は、ビルボード・ミュージック・アワードで1990年の世界ナンバーワン・シングルに選ばれた。名前の仮名表記には揺れがあり、デビューからしばらくはシンニードやシニードなどの表記もあった。
オコナーは10枚のスタジオ・アルバムをリリース。『Am I Not Your Girl?』（1992）と『Universal Mother』（1994）はイギリスでゴールド認定、『Faith and Courage』（2000）はオーストラリアでゴールド認定、『Throw Down Your Arms』（2005）はアイルランドでゴールド認定を受けた。映画への楽曲提供、多くのアーティストとのコラボレーション、チャリティ募金コンサートへの出演など、彼女の活動は多岐にわたる。2021年の回想録『Rememberings』はベストセラーとなった。

## 略歴
アイルランドのダブリン生まれ。 両親の不仲と離別、カトリックの厳格な生活に対する反発によってすさんだ少女時代を過ごしたことは、その後のオコナーの公私の活動に大きな影響を与えることになった。 母親の事故死の後、ロンドンに移って音楽活動を続けた。 1987年のファースト・アルバム『ザ・ライオン・アンド・ザ・コブラ』 (The Lion and the Cobra) は穏やかさと攻撃性とが去来する作風の曲が特徴である。 こうしたアンビバレント性はスキンヘッドという彼女のスタイルにも、カトリックに対しての愛憎の念が入り混じる言動にも表れている。 ちなみに「the lion and the cobra」は旧約聖書の詩篇に現れる言葉で悪魔の隠喩である。
1990年のセカンド・アルバム『蒼い囁き』 (I Do Not Want What I Haven't Got、1990年) からシングル・カットされた、プリンスのカヴァー曲「ナッシング・コンペアーズ・トゥー・ユー」が世界中で大ヒットし、アルバムは英米で1位を記録した。デビュー当時からの過激な言動も相変わらずであり、例えばアメリカのツアー会場で習慣となっていたコンサート前のアメリカ国歌を拒否して騒がれた。とりわけ1992年10月『サタデー・ナイト・ライブ』の生放送中に「真の敵」だとしてローマ教皇ヨハネ・パウロ2世の写真を破ったことにより大きな物議を醸し、直後のボブ・ディランのトリビュート・コンサートに参加した際には大ブーイングを浴びながら一人だけボブ・マーリーの「War」を歌うことになった。
その後は過激さは影を潜め、さらに1999年にはキリスト教系の新興宗教団体である独立カトリック教会の「女性司祭」となって人々を驚かせた。発表作もレゲエやアイリッシュ・トラディショナル、スタンダードのカヴァーなど伝統的な色彩が濃くなっている。2003年に一旦引退を発表し音楽活動を休止していたが、2005年にレゲエのカヴァー・アルバム『スロウ・ダウン・ユア・アームズ』 (Throw Down Your Arms) で復帰した。
2018年、イスラム教への改宗を公表。「シュハダ・サダカット (شهداء صدقات)」と改名した。
2023年7月26日、長年に亘るメンタルヘルスとの闘いの末、死去。56歳没。
ロンドン警察庁は「不審死として扱っていない」と発表したが、医学的な死因解明のために検視解剖が指示された。2024年1月9日、担当の検死官はオコナーの死が自然死であったとの見解を表明した。同年7月に見つかった死亡診断書からは、正確な死因が慢性閉塞性肺疾患と気管支喘息の悪化、および低悪性度の下気道感染症であることが分かった。

## 影響
彼女は、自身が影響を受けた芸術家として主にボブ・ディラン（語:Bob dylan）、デヴィッド・ボウイ（語:David Bowie)、ボブ・マーリー&ザ・ウェイラーズ (語:Bob Marley)、スージー・アンド・ザ・バンシーズ (語:Siouxsie and the Banshees)、やプリテンダーズ （語:The Pretenders)。

## ディスコグラフィ

### アルバム
| 年                                        | タイトル                                                      | アルバム詳細                                                                                                | チャート最高位 | チャート最高位 | チャート最高位 | チャート最高位 | チャート最高位 | チャート最高位 | チャート最高位 | チャート最高位 | チャート最高位 | チャート最高位 | 認定 |
| 年                                        | IRE                                                           | AUS | AUT            | FRA            | GER            | NZ             | SWE            | SWI            | UK             | US             |                |                | |
| ----------------------------------------- | ------------------------------------------------------------- | --- | -------------- | -------------- | -------------- | -------------- | -------------- | -------------- | -------------- | -------------- | -------------- | -------------- | --- |
| 1987                                      | 『ザ・ライオン・アンド・ザ・コブラ』 - The Lion and the Cobra | - 発売日: 1987年11月4日 - レーベル: Ensign、Chrysalis - フォーマット: CD、LP、カセット                      | 3              | 37             | —              | —              | 52             | 4              | 37             | 12             | 27             | 36             | - UK: ゴールド - US: ゴールド                                                                                          |
| 1990                                      | 『蒼い囁き』 - I Do Not Want What I Haven't Got               | - 発売日: 1990年3月20日 - レーベル: Ensign、Chrysalis - フォーマット: CD、LP、カセット - 全米売上: 200万枚  | 1              | 1              | 4              | 1              | 1              | 1              | 1              | 1              | 1              | 1              | - AUS: プラチナ - CAN: 5× プラチナ - FRA: プラチナ - GER: プラチナ - SWI: ゴールド - UK: 2× プラチナ - US: 2× プラチナ |
| 1992                                      | 『永遠の詩集』 - Am I Not Your Girl?                          | - 発売日: 1992年9月22日 - レーベル: Ensign、Chrysalis - フォーマット: CD、LP、カセット                      | 8              | 17             | 9              | 26             | 24             | 5              | 16             | 11             | 6              | 27             | - SWI: ゴールド - UK: ゴールド                                                                                         |
| 1994                                      | 『ユニヴァーサル・マザー』 - Universal Mother                 | - 発売日: 1994年9月13日 - レーベル: Ensign、Chrysalis - フォーマット: CD、LP、カセット                      | 5              | 31             | 7              | 21             | 38             | 38             | 11             | 11             | 19             | 36             | - AUT: ゴールド - UK: ゴールド                                                                                         |
| 2000                                      | 『生きる力』 - Faith and Courage                              | - 発売日: 2000年6月13日 - レーベル: Atlantic - フォーマット: CD、カセット - 全米売上: 21.9万枚              | 8              | 18             | 21             | 27             | 38             | 33             | 59             | 19             | 61             | 55             | - AUS: ゴールド |
| 2002                                      | 『永遠の魂 - シャン・ノース・ヌア』 - Sean-Nós Nua            | - 発売日: 2002年10月8日 - レーベル: Vanguard - フォーマット: CD                                             | 3              | 61             | 29             | 69             | 75             | —              | —              | 67             | 52             | 139            | |
| 2005                                      | 『スロウ・ダウン・ユア・アームズ』 - Throw Down Your Arms     | - 発売日: 2005年10月4日 - レーベル: Chocolate and Vanilla - フォーマット: CD、LP、音楽配信                  | 17             | —              | —              | 26             | 75             | —              | —              | —              | 189            | —              | - IRE: ゴールド |
| 2007                                      | 『セオロジー』 - Theology                                     | - 発売日: 2007年6月18日 - レーベル: Koch、Rubyworks - フォーマット: CD、音楽配信                            | 18             | —              | —              | 81             | 86             | —              | —              | —              | 157            | 168            | |
| 2012                                      | How About I Be Me (and You Be You)?                           | - 発売日: 2012年2月21日 - レーベル: One Little Indian、RED - フォーマット: CD、音楽配信 - 全米売上: 1.8万枚 | 5              | —              | 42             | 105            | 78             | —              | 56             | 69             | 33             | 115            | |
| 2014                                      | I'm Not Bossy, I'm the Boss                                   | - 発売日: 2014年8月11日 - レーベル: Nettwerk - フォーマット: CD、音楽配信                                   | 1              | —              | 44             | 132            | 39             | 21             | —              | 48             | 22             | 83             | |
| "—"は未発売またはチャート圏外を意味する。 |                                                               | |                |                |                |                |                |                |                |                |                |                | |

### 参加サウンドトラック
- 『父の祈りを』 - You Made Me the Thief of Your Heart (1993年)
- 『マイケル・コリンズ』 サウンドトラック - Michael Collins: Motion Picture Soundtrack (1996年)
- 『リプリー』 - Lullaby for Cain (1999年)
- 『トゥームレイダー2』 - Tears from the Moon (2003年)